# Jesús Aguilar Paz
Jesús Aguilar Paz (* 15. října 1895, Gualalá, Honduras – 26. června 1974, Tegucigalpa) byl honduraský chemik, lékárník, kartograf, folklorista a učitel.
V roce 1915 byl jmenován tajemníkem Escuela Normal de Occidente (špan. západní normální škola) ve městě La Esperanza, kde následně působil i jako zástupce ředitele. Mezi lety 1915 až 1935 podnikl několik cest napříč zemí, přičemž pořídil mnoho poznámek a nákresů, které mu posloužily jako námět jeho dalších knih. Roku 1931 zveřejnil dílo Tradiciones y leyendas de Honduras (Tradice a legendy Hondurasu). O dva roky později, v roce 1933, zveřejnil oficiální obecnou mapu obcí Hondurasu – Mapa General de la República de Honduras. Mimo jiné byl editorem časopisu Sociedad de Geografía e Historia de Honduras. Mezi lety 1950 až 1953 působil jakožto děkan Fakulty chemie a farmacie při Národní univerzitě v Hondurasu. Roku 1947 zveřejnil knihu pojednávající o chemii – Interpretación química y Ley Periódica Universal.